# As-salam al-malaki al-oerdoeni
Het volkslied van Jordanië heet As-salam al-malaki al-oerdoeni of Lang leve de koning van Jordanië. Het werd in het jaar van de onafhankelijkheid van Jordanië, 1946, het volkslied van dit land. De tekst van het lied is geschreven door Abdul Monem al-Rifai. De muziek is gecomponeerd door Abdul Qader al-Taneer. 

## Tekst
Arabisch:
Asja al Malik
Asja al Malik
Sa-mi-jan ma-qa moe- hoe
Cha-fi-qa-tin fil ma-ali
a-lam moehoe
Nederlands:
Lang leve de koning!
Lang leve de koning!
Zijn positie is verheven,
Zijn vaandels zwaaien in grote glorie